# 北富士有線テレビ放送
北富士有線テレビ放送株式会社（きたふじゆうせんてれびほうそう）は、山梨県南都留郡鳴沢村に本社を置くケーブルテレビ局である。

## サービスエリア
- 南都留郡
  - 鳴沢村
  - 富士河口湖町

## コミュニティチャンネル
- 地デジ11ch